# Robert Retschke
Robert Retschke (Bernau bei Berlin, 17 december 1980) is een Duits wielrenner die sinds 2012 uitkomt voor Team Quantec-Indeland.

## Belangrijkste overwinningen
2003
- 4e etappe Ronde van Brandenburg

2005
- Rund um Düren
- Duits klimkampioenschap, Elite

2006
- Duits klimkampioenschap, Elite

2008
- Omloop van de Gouden Garnaal
- 3e etappe Rothaus Regio-Tour

2009
- GP de la Ville de Pérenchies
- GP des Marbriers

## Resultaten in voornaamste wedstrijden
| Jaar | Parijs-Roubaix |
| ---- | -------------- |
| 2011 | 70e            |